# 馬斯臧
馬斯臧（1515年—1562年），字遠謨，號潁谷，河南開封府鈞州人，民籍，明朝政治人物。

## 生平
嘉靖十九年（1540年）庚子科河南鄉試第五名舉人，二十九年（1550年）中式庚戌科會試第三百三名，三甲第一百二名進士。授三原縣知縣，三十三年（1554年）九月升廣東道監察御史，巡按淮揚，三十九年（1560年）二月升順天府府丞，四十年（1561年）八月考察閒住，四十一年（1562年）卒。
馬斯臧之父馬紀與高拱之父為世交好友，馬斯臧與高拱之弟高操結成姻親。

## 家族
曾祖馬文麟，知縣；祖父馬安，封九江府知府；父馬紀，浙江布政使司右參政。母連氏（封恭人）。慈侍下。弟馬斯才、馬斯作、馬斯徂。馬斯徂子馬慤。